# Колесниченко, Степан Калинович
Степан Калинович Колесниченко (1913 — 1943) — лейтенант Рабоче-крестьянской Красной Армии, участник Великой Отечественной войны, Герой Советского Союза (1943).

## Биография
Степан Колесниченко родился 24 декабря 1913 года в селе Гыртоп (ныне — Григориопольский район Приднестровья). После окончания школы работал трактористом. В 1934 году окончил первый курс механического техникума, после чего работал водителем, автомехаником. В 1935 году Колесниченко был призван на службу в Рабоче-крестьянскую Красную Армию. В 1939 году он окончил Одесский аэроклуб. Участвовал в боях советско-финской войны. Окончил Одесскую военную авиационную школу пилотов. С весны 1942 года — на фронтах Великой Отечественной войны.
К июлю 1943 года лейтенант Степан Колесниченко был помощником по воздушно-стрелковой службе командира 519-го истребительного авиаполка 283-й истребительной авиадивизии 16-й воздушной армии Центрального фронта. К тому времени он совершил 114 боевых вылетов, принял участие в 24 воздушных боях, сбив 16 вражеских самолётов лично и ещё 4 — в составе группы (по данным наградного листа, фактически подтверждаются 13 личных и 2 групповые победы). За эти подвиги он был представлен к званию Героя Советского Союза. Указом Президиума Верховного Совета СССР от 2 сентября 1943 года за «мужество и героизм, проявленные в воздушных боях с немецкими захватчиками» лейтенант Степан Колесниченко посмертно был удостоен высокого звания Героя Советского Союза.
30 августа 1943 года С. К. Колесниченко погиб в воздушном бою на территории Сумской области Украинской ССР. Похоронен в братской могиле в селе Берёза Глуховского района.
К моменту своей героической гибели советский ас совершил около 120 боевых вылетов, провёл 27 воздушных боёв, сбил лично 14 и в составе группы 2 самолёта.
Также был награждён орденами Ленина, Красного Знамени, Красной Звезды.
В честь Колесниченко названы школа и улица в Гыртопе. Мемориальная доска установлена на здании школы в школы села Шипка Григориопольского района Приднестровской Молдавской Республики.